# David Cronenberg
David Paul Cronenberg (Toronto, Ontario, 15. ožujka 1943.) kanadski je filmski redatelj, scenarist, glumac i producent. Jedan je od glavnih začetnika žanra tjelesnog horora (eng. body horror), žanra koji istražuje ljudske strahove od tjelesnih transformacija i infekcija. U svojim filmovima obično psihološki aspekt povezuje s fizičkim. Prvu polovica karijere obilježili su mu horori i znanstvena fantastika, dok je u drugoj fazi svoj rad proširio izvan tih žanrova. Slovi za najprovokativnijeg narativnog redatelja engleskog govornog područja.

## Životopis

### Rani život
David Cronenberg rođen je u Torontu, gdje i danas živi. Sin je pijanistice Esther Sumberg i književnika i urednika Miltona Cronenberga. Počeo je pisati još kao dijete. Gorljiv interes za znanost doveo ga je do studija prirodnih znanosti na Sveučilištu u Torontu, ali se tijekom prve godine prebacio na engleski jezik i književnost. Fasciniran filmom Winter Kept Us Warm (1966.), kolege studenta Davida Sectera, razvija interes za film i radi dva 16 mm filma (Transfer i From the Drain). Nakon što je godinu dana putovao Europom, vraća se u Kanadu 1967. i diplomira kao jedan od najboljih u generaciji.

### Karijera
U svojim prvim dugometražnim filmovima Stereo (1969.) i Zločini budućnosti (1970.) obrađuje omiljene teme: seksualnost, eksperimenti nad ljudskim tijelima, medicina i psihoanaliza.
Ranih 70-ih 20. stoljeća producirao je brojne televizijske filmove. Vratio se režiranju s filmom Trnci (1975.). Ovaj film i sljedeća dva, Bjesnoća (1977.) i Mladunci (1979.) mješavina su horora i znanstvene fantastike i donose Cronenbergu status kultnog redatelja. 1981. godine ostvaruje prvi veliki komercijalni uspjeh s filmom Skeneri. Dvije godine kasnije režira Videodrom (1983.), film o moći medija s Jamesom Woodsom u naslovnoj u ulozi. Usporedo s Videodromom radi na ekranizaciji istoimenog romana Stephena Kinga Zona Smrti (1983.) s Christopherom Walkenom. Međunarodno priznanje dobit će filmom Muha (1986.), obradom istoimenog filma Kurta Neumanna iz 1958.
U svojim kasnijim filmovima napušta žanr horora i znanstvene fantastike, a da pritom zadržava vlastiti stil. Smrtonosni blizanci (1988.) bavi se odnosom između dva brata koja glumi Jeremy Irons. Cronenberg navodi Williama S. Burroughsa i Vladimira Nabokova kao osobne utjecaje. Godine 1991. ekranizirao je slavni Burroughsov roman Goli ručak koji je smatran neprilagodljivim filmskom mediju.
1996., David Cronenberg obrađuje drugog kultnog pisca, J. G. Ballarda, i režira Sudar, film o seksualnoj fascinaciji prometnim nesrećama. Film je dobio posebnu nagradu žirija na Filmskom festival u Cannesu. Fasciniran odnosom čovjeka i tehnologije, 1999. radi eXistenZ s Judom Lawom, u kojem istražuje granice između stvarnog svijeta i virtualne stvarnosti. U Pauku (2003.) bavi se umom shizofreničara kojeg glumi Ralph Fiennes.
Povijest nasilja (2005.) adaptacija je istoimenog stripa s Viggom Mortensenom u glavnoj ulozi. Ruska obećanja (2007.) je film o ruskoj mafiji u Londonu te je prvi Cronenbergov projekt u cijelosti napravljen izvan Kanade. Opasna metoda (2011.) filmska je verzija predstave The Talking Cure Christophera Hamptona, a govori o suparništvu između psihoanalitičara Carla Gustava Junga i Sigmunda Freuda.
Njegov film Cosmopolis (2012.) konkurirao je za Zlatnu palmu na Filmskom festival u Cannesu.

## Filmografija

### Redatelj
- Stereo (1969.)
- Zločini budućnosti (1970.)
- Trnci (1975.)
- Bjesnoća (1977.)
- Fast Company (1979.)
- Mladunci (1979.)
- Skeneri (1981.)
- Videodrom (1983.)
- Zona smrti (1983.)
- Muha (1986.)
- Smrtonosni blizanci (1988.)
- Goli ručak (1991.)
- M. Butterfly (1993.)
- Sudar (1996.)
- eXistenZ (1999.)
- Pauk (2002.)
- Povijest nasilja (2005.)
- Ruska obećanja (2007.)
- Opasna metoda (2011.)
- Cosmopolis (2012.)
- Karta do zvijezda (2014.)
- Zločini budućnosti (2022.)

### Glumac
- Besana noć (1985.)
- Muha (1986., cameo)
- Noćna vrsta (1990.)
- Žena za koju se umire (1995., cameo)
- Blood and Donuts (1995.)
- The Stupids (1996., cameo)
- Ekstremne mjere (1996., cameo)
- Last Night (1998.)
- Ubojica sudnjeg dana (1999.)
- Petak 13: Jason X (2002.)
- Alias (TV) (2003.)
- Barneyeva verzija (2010., cameo)

## Vanjske poveznice
- David Cronenberg u internetskoj bazi filmova IMDb-u (engl.)
- David Cronenberg na Filmski leksikon
- David Cronenberg  Arhivirana inačica izvorne stranice od 13. svibnja 2012. (Wayback Machine) na Filmski.net
- David Cronenberg na Rotten Tomatoes